# Neuraeschna dentigera
Neuraeschna dentigera är en trollsländeart som beskrevs av Martin 1909. Neuraeschna dentigera ingår i släktet Neuraeschna och familjen mosaiktrollsländor. Inga underarter finns listade i Catalogue of Life.